# Melaniparus thruppi
Melaniparus thruppi е вид птица от семейство Paridae.

## Разпространение
Видът е разпространен в Етиопия, Кения, Сомалия, Танзания и Уганда.